# Luca Rastelli
Luca Rastelli (Cremona, 29 december 1999) is een voormalig Italiaans wielrenner die als beroepsrenner uitkwam voor Bardiani-CSF-Faizanè. Rastelli won bij het WK wielrennen van 2017 in het Noorse Bergen de zilveren medaille in de wegrit van het WK junioren. Rastelli moest alleen de Deen Julius Johansen voor laten gaan.

## Resultaten in voornaamste wedstrijden
| Jaar | Ronde van Italië | Ronde van Frankrijk | Ronde van Spanje |
| ---- | ---------------- | ------------------- | ---------------- |
| 2022 | 106e             |                     |                  |

| Jaar | Amstel Gold Race |
| ---- | ---------------- |
| 2022 | opgave           |

## Ploegen
- 2020 –  Team Colpack
- 2021 –  Team Colpack
- 2022 –  Bardiani-CSF-Faizanè
- 2023 –  Green Project-Bardiani-CSF-Faizanè

Battaglin · Bonillo · Cañaveral · Colnaghi · Covili · El Gouzi · Fiorelli · Gabburo · Marcellusi · Martinelli · Mazzucco · Modolo · Mulubrhan (vanaf 21/4) · Nieri · Pellizzari · Pinarello · Rastelli · Santaromita · Tarozzi · Tolio · Tonelli · Trainini (tot 5/4) · Visconti (tot9/3) · Zana · Zanoncello · Zoccarato · Magli (stagiair)
Bonillo · Colnaghi · Conforti · Covili · El Gouzi · Fiorelli · Gabburo · Lucca · Magli · Marcellusi · Martinelli ·  Mulubrhan · Nieri · Paletti · Pellizzari · Petrucci (tot 9/2) · Pinarello · Rastelli · Santaromita · Scalco · Scott (tot 20/7) · Tarozzi · Tolio · Tonelli · Zanoncello · Zoccarato · Cadena (stagiair) · Cavallo (stagiair) · Rojas (stagiair)